# Френк Стејплтон
Френк Стејплтон (енгл. Frank Stapleton; Даблин, 10. јул 1956) бивши је ирски фудбалер и тренер.

## Каријера

### Клуб
Дебитовао је 1974. године за тим Арсенала, где је провео седам сезона. Одиграо је 225 првенствених утакмица. Већину времена које је провео у Арсеналу био је стандардни првотимац. Као члан лондонског Арсенала, био је један од најбољих стрелаца тима, са просечним учинком од 0,33 гола по утакмици.
Добрим играма се наметнуо, а од 1981. године се придружио екипи Манчестер јунајтеда. Наредних шест сезона играчке каријере играо је за тим из Манчестера. За то време је два пута освојио титулу победника ФА купа, као и један трофеј Комјунити шилда.
Касније је играо за амстердамски Ајакс, Дерби Каунти, Авр, Блекберн роверс, Олдершот, Хадерсфилд Таун и Бредфорд Сити.
Професионалну играчку каријеру завршио је у тада нижелигашком клубу Брајтон и Хоув албион, за који је играо у периоду од 1994. до 1995. године

### Репрезентација
Дебитовао је за сениорску репрезентацију Ирске 1976. године. Током каријере у националном тиму, која је трајала 15 година, одиграо је 71 меч за национални тим, постигавши 20 голова.
Као део националног тима учествовао је на Европском првенству 1988. у Западној Немачкој и на Светском првенству 1990. у Италији.

### Тренер
Тренерску каријеру започео је још док је био активан играч, 1991. године, а био је на челу тима Бредфорд Сити.
Године 1996. био је главни тренер америчке екипе Њу Ингланд Револушн. Током 2014. и 2015. године, био је помоћни тренер фудбалске репрезентације Јордана.

## Успеси
Арсенал
- ФА куп: 1978/79.

Манчестер јунајтед
- ФА куп: 1982/83, 1984/85.
- Комјунити шилд: 1983.